# Ousmane Sarr
Pour les articles homonymes, voir Ousmane et Sarr.
Ousmane Sarr est un joueur de football sénégalais né le 2 août 1986 à Fatick (Sénégal). Il évolue au poste de milieu de terrain défensif.

## Biographie
Issu du centre de formation de Aldo-Gentina (Dakar), il a passé un an et demi à Arsenal après une éblouissante Coupe d'Afrique des nations junior 2003.
Il n'a pu rester dans le club entraîné par Arsène Wenger pour des raisons administratives (permis de travail non accordé par les autorités britanniques). Il a donc fait un bref essai du côté du Racing Club de Strasbourg avant de finalement rejoindre l'AS Saint-Étienne en 2004.
Non utilisé donc le groupe pro à l'ASSE, il est prêté un an à Grenoble (Ligue 2) pour la saison 2006-2007. En juillet 2007, il quitte définitivement l'AS Saint-Étienne pour Troyes, cependant il fut blessé une grande partie de la saison.
Sans club depuis juin 2009, il signe pour le club danois du Randers FC en août 2010.

## Carrière

### Clubs
| Saison      | Club                             | Pays     | Championnat | Championnat | Championnat | Championnat  | Championnat  |
| Saison      | Club                             | Pays     | Division    | Matchs      | Buts        | Cartons      | Cartons      |
| ----------- | -------------------------------- | -------- | ----------- | ----------- | ----------- | ------------ | ------------ |
| Saison      | Club                             | Pays     | Division    | Matchs      | Buts        | Carton jaune | Carton rouge |
| 2004 - 2005 | AS Saint-Étienne                 | France   | Ligue 1     | -           | -           | -            | -            |
| 2005 - 2006 | AS Saint-Étienne                 | France   | Ligue 1     | -           | -           | -            | -            |
| 2006 - 2007 | Grenoble Foot (Prêté par l'ASSE) | France   | Ligue 2     | 27          | 2           | 6            | 0            |
| 2007 - 2008 | ES Troyes AC                     | France   | Ligue 2     | 9           | 0           | 2            | 0            |
| 2008 - 2009 | ES Troyes AC                     | France   | Ligue 2     | 21          | 2           | 0            | 0            |
| 2010 - 2011 | Randers FC                       | Danemark | SAS Ligaen  | 21          | 4           | 2            | 0            |
| 2012 -      | Viborg FF                        | Danemark | 1. division | 4           | 0           | 0            | 0            |